# アレクセイ・フォン・ラムペ
アレクセイ・アレクサンドロヴィチ・フォン・ラムペ（ロシア語: Алексей Александрович фон Лампе、1885年 - 1967年5月28日）は、ロシア帝国の軍人、少将。ロシア革命後、白軍に身を投じ、戦後、ロシア全軍連合議長となった。

## 経歴

### 軍歴
- 1902年 - 第1幼年団（幼年学校）卒業
- 1904年 - ニコライ騎兵学校卒業
- 1904年～1905年 - 日露戦争に従軍
- 1908年 - 近衛セミョーノフ連隊に勤務
- 1913年 - ニコライ参謀本部アカデミー（ロシア語版、英語版）卒業
- 1916年 - 第18軍団本部附属委任参謀将校
- 1917年 - 第8軍補給総監代行

第一次世界大戦中、ゲオルギー武器、3枚の最高感状を授与された。

### ロシア内戦
1918年、B.シュテインフォン大佐と共に、ハリコフで地下組織義勇センターを率い、義勇軍への将校の輸送に従事した。同年末に自身も義勇軍に到着し、義勇軍では、ピョートル・ヴラーンゲリ将軍の作戦課長を務めた。1920年、コンスタンチノープル、コペンハーゲン等国外で、ヴラーンゲリ将軍の各種委任事項を遂行した。

### ロシア全軍同盟
ロシア出国後、デンマーク、ハンガリーで、1923年からはドイツでロシア軍の軍事代表を努める。その後、ベルリンでロシア全軍連合第2課長（ドイツ、オーストリア、ハンガリー、バルト諸国）を務める。雑誌「Белое дело」の編集長。在独ロシア全軍連合組織の解散後、ゲシュタポにより逮捕され、1945年1月、予備役少将としてロシア解放軍に編入される。
第二次世界大戦後、パリに移住し、ロシア全軍連合の副議長となった。1957年2月からアレクセイ・アルハンゲリスキー将軍の後を継ぎ、同連合議長となった。1967年5月28日、パリで死去。